# The Dø
The Dø (pronunciado /ðə dø/) es un dúo de rock formado por el músico y compositor francés Dan Levy y la cantante finlandesa Olivia Bouyssou Merilahti.

## Carrera
Se conocieron mientras grababan la música para la película Empire of the Wolves y posteriormente colaboraron en The Passenger y Camping sauvage.
Sus primeras canciones incluyen At Last !, The Bridge is Broken, Playground Hustle y On My Shoulders; esta última fue utilizada para anuncios televisivos de la firma de artículos de papelería Oxford. Todos los temas están incluidos en su álbum de debut A Mouthful, lanzado el 14 de enero de 2008. The Dø es conocido por incorporar una gran variedad de instrumentos en sus canciones. Merilahti suele llevar la melodía, mientras que Levy aporta el arreglo sinfónico. La mayoría de las letras están compuestas en inglés, si bien hay algunas en Idioma finés.

## Nombre
Se presume que el nombre del dúo deriva de la primera nota de la escala temperada (Do, C en la nomenclatura americana).[cita requerida] Dan dijo en una entrevista en la televisión francesa que el nombre de la banda está formado por las iniciales de sus nombres (Dan & Olivia).[cita requerida]

## Discografía
- 2008: A mouthful[1]
  - On my shoulders (2007)
  - At last! (2008)
  - Stay (Just a little bit more) (2009)
- 2011: Both ways open jaws
  - Slippery Slope (2010)
  - Too Insistent (2011)
  - Dust It Off (2011)
  - Gonna Be Sick! (2012)
- 2014: Shake, shook, shaken